# Albion W. Tourgée
Albion Winegar Tourgée (2 mai 1838 – 21 mai 1905) est un avocat, un homme politique et un écrivain américain.

## Biographie
Engagé pendant la Reconstruction qui suivit la guerre de Sécession dans le camp des Républicains radicaux, il devint ensuite un pionnier de la lutte pour les droits civils. Il défendit à de nombreuses occasions le principe qu'il avait été le premier à formuler en recourant à la métaphore de la color-blindness (indifférence à la couleur), celui de l'égalité raciale devant la loi. Il ne parvint toutefois pas à faire triompher ce point de vue dans le procès Plessy v. Ferguson (1896), qu'il perdit devant la Cour suprême et dont l'arrêt fut au fondement de la doctrine « separate but equal » (séparés mais égaux) qui renforça la ségrégation raciale dans le Sud des États-Unis.
Il fut par ailleurs un écrivain prolifique, qui, outre ses interventions régulières dans la presse, s'illustra dans les domaines de l'essai politique et de la fiction. Son roman A Fool's Errand, by One of the Fools (1879), qui connut un succès considérable lors de sa sortie aux États-Unis, est l’un des principaux témoignages littéraires sur la période de la Reconstruction (1863-1877).